# Poetik
Poetik (av grekiska ποιητική [τέχνη] – 'diktkonst') är läran om hur diktverk är eller bör vara utformade. Poetiken har anor från antiken och flera viktiga skrifter i ämnet har författats, bland andra Aristoteles Om diktkonsten och Horatius Ars poetica, vars titeln vid sidan av Ars poetriae är den vanliga latinska benämningen. Bland de främsta verken i Orienten kan man nämna Nizami Aruzis Chahâr maqâla (Fyra skrifter) som innehåller en diskussion om diktkonsten.